# Villers-sous-Prény
Villers-sous-Prény är en kommun i departementet Meurthe-et-Moselle i regionen Grand Est (tidigare regionen Lorraine) i nordöstra Frankrike. Kommunen ligger i kantonen Dieulouard som tillhör arrondissementet Nancy. År 2022 hade Villers-sous-Prény 330 invånare.

## Befolkningsutveckling
Antalet invånare i kommunen Villers-sous-Prény
| Referens: INSEE |